# ZAA
ZAA је музичка група из Крушевца, Србије која прави музику разних жанрова. 

### Дискографија

#### Албуми
- ZAA (2010)[1]
- Good things (2011)[2]
- Foot by foot (2012)[3]
- What About (2014)[4]

#### Песме
| Година | Наслов                           | Албум                   |
| ------ | -------------------------------- | ----------------------- |
| 2008   | „After rain sunset”              | ZAA                     |
| 2010   | „Mood for ZAA”                   | ZAA                     |
| 2010   | „No war”                         | ZAA                     |
| 2010   | „Rain”                           | ZAA                     |
| 2010   | „Let it go”                      | ZAA                     |
| 2010   | „Nova bossa”                     | ZAA                     |
| 2010   | „Monique”                        | ZAA                     |
| 2010   | „Model”                          | ZAA                     |
| 2010   | „Oda besmrtnom falusu”           | ZAA                     |
| 2010   | „Fire”                           | ZAA                     |
| 2011   | „Mood for ZAA”                   | Good things             |
| 2011   | „Good things”                    | Good things             |
| 2011   | „Mexican border”                 | Good things             |
| 2011   | „No fate”                        | Good things             |
| 2011   | „Yes I”                          | Good things             |
| 2011   | „Too much control”               | Good things             |
| 2011   | „So sad”                         | Good things             |
| 2011   | „After rain sunset”              | Good things             |
| 2011   | „Sun”                            | Good things             |
| 2011   | „Gratz”                          | Good things             |
| 2011   | „No matter what they say”        | Good things             |
| 2011   | „Slow down”                      | Good things             |
| 2011   | „Try”                            | Good things             |
| 2012   | „Average citizen”                | Foot by foot            |
| 2012   | „Just me”                        | Foot by foot            |
| 2012   | „Pot of gold”                    | Foot by foot            |
| 2012   | „More time”                      | Foot by foot            |
| 2012   | „One day”                        | Foot by foot            |
| 2014   | „'99 Hope”                       | What about              |
| 2014   | „Irie & Kool”                    | What about              |
| 2014   | „What about”                     | What about              |
| 2014   | „Summer Rain”                    | What about              |
| 2014   | „Slide Baby”                     | What about              |
| 2014   | „Unconditional Love”             | What about              |
| 2014   | „Leave me alone”                 | What about              |
| 2014   | „Endless day”                    | What about              |
| 2014   | „I drive”                        | What about              |
| 2014   | „Time”                           | What about              |
| 2014   | „We”                             | What about              |
| 2016   | „Goodbye (Shelter) / Иза осмеха" | Сингл не припада албуму |
| 2018.  | „Closer"                         | Очекује се албум        |
| 2018.  | „Trouble”                        | Очекује се албум        |
| 2019.  | „Одјеби"                         | Очекује се албум        |